# Mondaire Jones

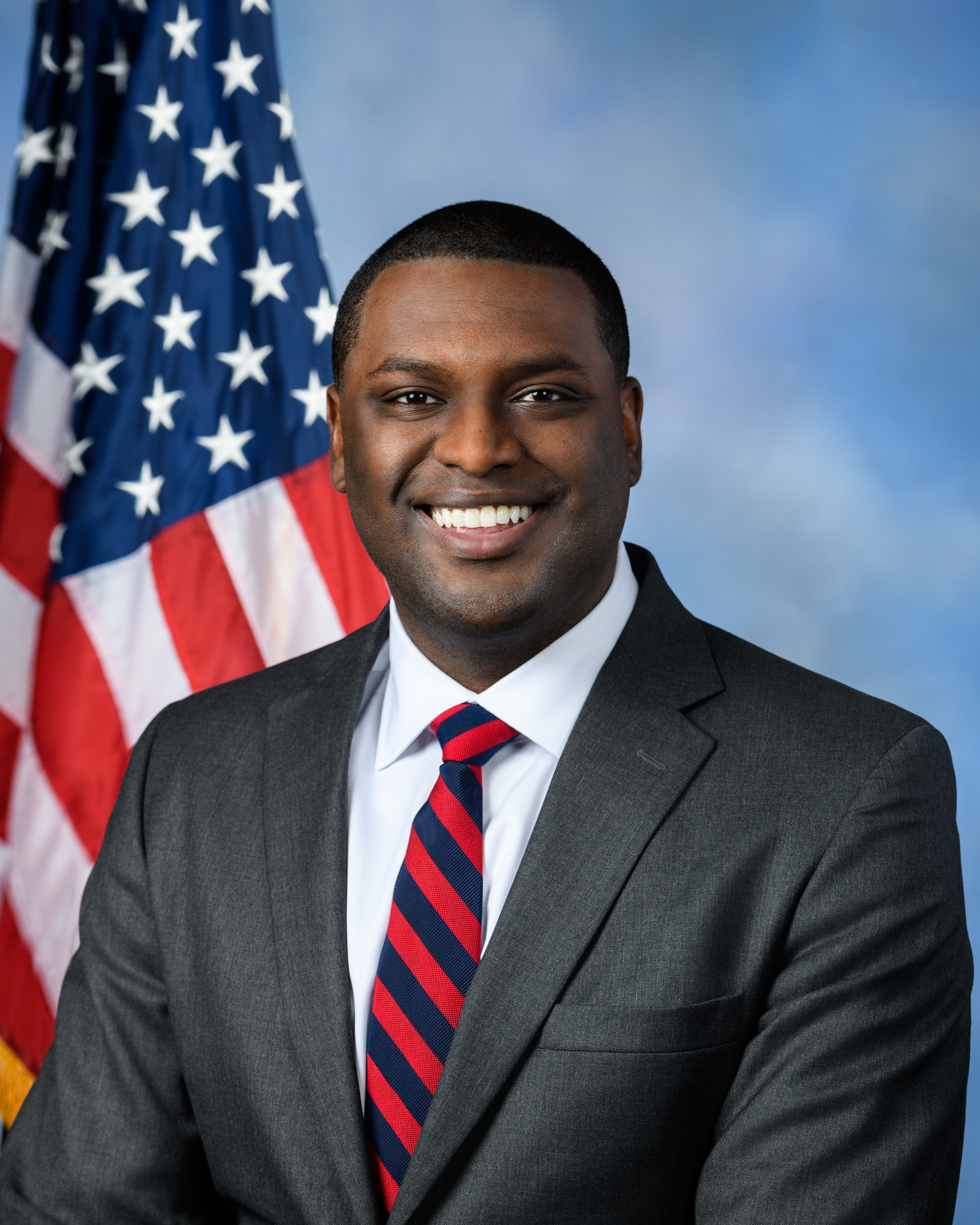
Mondaire Jones (2021)

Mondaire L. Jones (* 18. Mai 1987 in Nyack, New York) ist ein US-amerikanischer Anwalt und Politiker der Demokratischen Partei. Er vertrat von Januar 2021 bis Januar 2023 den 17. Distrikt des Bundesstaates New York im Repräsentantenhaus der Vereinigten Staaten. Er und Ritchie Torres waren die ersten schwarzen bekennenden Homosexuellen, die in den Kongress gewählt wurden.

## Herkunft und Ausbildung
Jones wurde in Nyack im Rockland County geboren und wuchs im benachbarten Spring Valley bei seiner alleinerziehenden Mutter in wirtschaftlich schwierigen Verhältnissen auf. Nachdem seine Mutter erkrankte, lebte Jones bei seinen ebenfalls armen, berufstätigen Großeltern. Er besuchte öffentliche Schulen im East Ramapo Central School District. Anschließend studierte er an der Stanford University Politikwissenschaften und schloss sein Studium 2009 mit dem Bachelor ab. 2013 beendete er seine Ausbildung an der Harvard Law School mit dem akademischen Grad Juris Doctor.

### Persönliches
Jones outete sich mit 24 Jahren als homosexuell. Er ist Mitglied der First Baptist Church of Spring Valley. In der Vergangenheit konsumierte Jones Marihuana. Während er nach eigener Aussage Marihuana nicht mehr konsumiert, sieht er die Droge als unproblematisch an.
Jones lebt privat in Westchester County.

## Politische Laufbahn
Während der Präsidentschaft von Barack Obama arbeitete Jones im amerikanischen Justizministerium. Außerdem arbeitete er für die internationale Anwaltskanzlei Davis Polk & Wardwell sowie für Andrew L. Carter Jr., Richter am United States District Court für das Southern District von New York, und für die Rechtsabteilung von Westchester County. Jones leistete über die Legal Aid Society auch Pro-Bono-Arbeit.

### Klage gegen den United States Postal Service
Am 17. August 2020 reichte Jones im Southern District von New York Klage gegen Präsident Donald Trump und gegen den Postchef Louis DeJoy ein. Dabei ging es um die Rücknahme von jüngsten Maßnahmen bei der US-Post, die die Auslieferung von Postsendungen, darunter auch Briefwahlunterlagen, erschwerten. Jones sagte, er verklage Präsident Trump und Postchef DeJoy wegen verfassungswidriger Versuche, die US-Post zu unterminieren und damit freie und faire Wahlen im November zu vereiteln. Am 21. September verfügte der zuständige Richter Victor Marrero, dass die US-Post wieder Überstunden einführen müsse und alle Postwahlunterlagen als First Class Mail behandeln müsse. Jones begrüßte die Entscheidung, die der Post sehr konkrete Vorgaben mache, um freie und faire Wahlen zu gewährleisten.

## Wahl zum Repräsentantenhaus
Jones trat bei den Vorwahlen der Demokraten des Kandidaten für die Wahl zum Repräsentantenhaus der Vereinigten Staaten 2020 im 17. Kongresswahlbezirk an, der Rockland County sowie Teile des Nordwestens und der Mitte von Westchester County umfasst. Die amtierende Abgeordnete Nita Melnikoff Lowey kündigte drei Monate nach Jones Kandidatur an, nicht wieder kandidieren zu wollen. Jones Wahlkampagne fokussierte sich auf Medicare for all, den Green New Deal sowie Polizeireform. Bei den Vorwahlen konnte sich Jones mit 42 % der Stimmen u. a. gegen den Anwalt Adam Schleifer, die Sicherheitsexpertin und frühere Mitarbeiterin im Verteidigungsministerium, Evelyn Farkas, den Senator im Senat von New York, David Carlucci, und den Abgeordneten in der New York State Assembly, David Buchwald, durchsetzen. Die Ergebnisse der Vorwahl wurden aufgrund der vielen Briefwähler infolge der Corona-Pandemie erst drei Wochen später, am 14. Juli 2020, bekanntgegeben. Am 4. November 2020 wurde Jones in das Repräsentantenhaus gewählt. Er setzte sich gegen die Republikanische Kandidatin Maureen McArdle Schulman (eine ehemalige Feuerwehrfrau) und mehrere unabhängige Kandidaten durch. Er trat sein Amt im Repräsentantenhaus des 117. Kongresses am 3. Januar 2021 an. Jones und Ritchie Torres vom 15. Kongresswahlbezirk New Yorks waren die ersten schwarzen bekennenden Homosexuellen im Kongress.
Die Primary (Vorwahl) seiner Partei am 23. August 2022, nunmehr für den zehnten Wahlbezirk, gegen Dan Goldman konnte er nicht gewinnen. Er musste dadurch am 3. Januar 2023 wieder aus dem Repräsentantenhaus ausscheiden.

### Ausschüsse
Zuletzt war er Mitglied in folgenden Ausschüssen des Repräsentantenhauses:
- Committee on Education and Labor
  - Higher Education and Workforce Investment
  - Workforce Protections
- Committee on Ethics
- Committee on the Judiciary
  - Antitrust, Commercial, and Administrative Law
  - Courts, Intellectual Property, and the Internet (Vize–Vorsitz)

## Positionen
Jones gehört zum linken Flügel der Demokratischen Partei und bezeichnet sich selbst als progressiven Demokraten. Im Wahlkampf gab Jones an, dass er sich für Medicare für alle Bürger, einen höheren Mindestlohn, den Green New Deal und eine Polizeireform einsetzen werde.
Die National Rifle Association, die Politiker hinsichtlich ihrer Haltung zu Schusswaffengesetzen in die Kategorien A bis F einsortiert, hat Jones' in die Kategorie F eingestuft; diese gilt für Politiker, die sich aktiv und konsistent für Gesetze zur stärkeren Waffenkontrolle einsetzen.
Jones stimmte für die Ratifizierung des Ergebnisses der Präsidentschaftswahl 2020 und stimmte während des zweiten Impeachment-Verfahrens gegen Donald Trump für ein Impeachment. Gemeinsam mit Ted Lieu schrieb er einen Brief an das Attorney Grievance Committee des New York State State Supreme Courts - Appellate Division und forderte den Lizenzentzug von Rudy Giuliani aufgrund dessen Rolle bei dem Sturm auf den Kongress am 6. Januar 2021.
Jones setzte sich erfolgreich für Paul Pierrilus ein und überzeugte ICE, die Deportation vorläufig zu stoppen. Pierrilus sollte die letzte Person sein, die unter der Trump-Regierung des Landes verwiesen wird. Pierrilus, der im Abgeordnetenkreis von Jones lebte, sollte nach Haiti abgeschoben werden, ein Land, das er noch nie besucht hatte.
Jones stimmte für den American Rescue Plan, den PRO Act, den Equality Act, den For The People Act, den George Floyd Justice in Policing Act sowie den Bipartisan Background Checks Act.
Gemeinsam mit dem Senator Ed Markey, dem Abgeordneten Hank Johnson und dem Vorsitzenden des Justizausschusses, Jerry Nadler, setzte sich Jones für eine Erweiterung der Supreme-Court Sitze von 9 auf 13 ein.

## Auszeichnungen und Ehrungen
Zum 50. Jahrestag des ersten Christopher Street Day der LGBTQ-Community ehrte Queerty Jones als einen von 50 Helden, die „die Nation in Richtung Gleichstellung, Akzeptanz und Würde aller Menschen führen“.